# Trent Dimas
Trent Dimas (Albuquerque; 10 de noviembre de 1970) es un gimnasta artístico estadounidense, especialista en la prueba de barra horizontal con la que ha conseguido ser campeón olímpico en 1992.

## Carrera deportiva
En los JJ. OO. de Barcelona (España) 1992 gana el oro en la competición de barra fija, quedando situado en el podio por delante del alemán Andreas Wecker (plata) y de Grigory Misutin del Equipo Unificado (bronce).